# 传统地仗彩画建筑彩绘技艺
传统地仗彩画建筑彩绘技艺是用桐油、白面、麻、血料等多种材料在木构件表面上披麻、搂灰，经过近30道工序，对建筑形成特有的一层保护的技艺，在清末年间成熟。传统地仗彩画的用料与工艺根据东北地区冬季高寒、冬夏温差大、湿度差异大的气候特点采取一些独特技艺。目前由于传承者就业等问题，地仗彩画出现普及率低，传承后继无人的情况。